# Лештарка
Лештарка (болг. Лещарка) — село в Болгарии. Находится в Кырджалийской области, входит в общину Крумовград. Население составляет 217 человек.

## Политическая ситуация
В местном кметстве Лештарка, в состав которого входит Лештарка, должность кмета (старосты) исполняет Назиф  Осман Юмер (Движение за права и свободы (ДПС)) по результатам выборов правления кметства.
Кмет (мэр) общины Крумовград — Себихан Керим Мехмед (Движение за права и свободы (ДПС)) по результатам выборов в правление общины.